# Цитринка західна
Цитринка західна (Geothlypis tolmiei) — вид горобцеподібних птахів родини піснярових (Parulidae). Поширений в Північній Америці.

## Назва
Назва виду tolmiei вшановує шотландсько-канадського натураліста Вільяма Фрейзера Толмі (1812-1886).

## Поширення
Гніздовий ареал простягається від південно-східної Аляски до західної Канади та північного заходу США. Також є невеликі популяції далі на південь, фрагментарно розкидані на півдні Каліфорнії, Аризоні та Нью-Мексико. Найпівденніша гніздова популяція знаходиться в Мексиці, в штатах Коауїла і Нуево-Леон. На зимівлю відлітає на захід Мексики і до Центральної Америки. Населяє вологі хвойні ліси та змішані ліси вологого помірного клімату, але на відміну від інших видів свого роду, він також мешкає у напівпосушливих районах, таких як чагарники та чапараль.

## Опис
Птах завдовжки 12-13 см. Голова і груди у самця сірі, спереду і ззаду є переривчасті білі смужки. Лори чорні. На горлі і грудях є чорні плями. Спинна частина, від потилиці до хвоста, оливково-коричнева. Решта черевних частин (нижня частина грудей, черево та підхвістя) жовті, з деякою кількістю оливкового кольору з боків. Самиця схожа на самця, але з блідішою головою і грудьми, білуватим горлом.

## Спосіб життя
Гніздо будує в кущах. Гніздо має форму чаші. Самиця відкладає від 3 до 5 білих яєць з коричневими плямами.